# Fons (F.C. De Kampioenen)
Fons is een personage uit de televisiereeks F.C. De Kampioenen. Fons werd gespeeld door Ben Hemerijckx. Hij was een vast gastpersonage tussen 2005 en 2009.

## Personage
Fons is een collega-duivenmelker en (waarschijnlijk de enige) vriend van Fernand Costermans. Hij werkt af en toe samen met Fernand om de Kampioenen een hak te zetten.
Als gemeenteraadslid diende hij ooit een voorstel in om voetbal te verbieden als de duiven moeten vallen.
Hij spande ook samen met Fernand toen deze in de clinch lag met Pascale De Backer. Hij vond dat Fernand de Kampioenen moest dwarsbomen door kakkerlakken in de keuken van het café uit te zetten.
Fons raadde Fernand in reeks 18 aan om eens op reis te gaan naar Honolulu. Fernand probeerde die reis te betalen met geld voor een geboortecadeau voor het kindje van Bieke Crucke en Marc Vertongen, maar werd betrapt.
In reeks 19 wordt duidelijk dat Fons enige tijd in de gevangenis gezeten heeft, wegens stalking van zijn buurvrouw.

## Afleveringen
- Reeks 15, Aflevering 8: Het cadeau (2005)
- Reeks 17, Aflevering 7: Allemaal beestjes (2007)
- Reeks 18, Aflevering 8: Super papa (2008)
- Reeks 18, Aflevering 11: Hormonen (2008)
- Reeks 18, Aflevering 13: Een moeilijke bevalling (2008)
- Reeks 19, Aflevering 13: Love is in the air (2009)

## Uiterlijke kenmerken
- Grijs haar
- Grijs baardje
- Bruin of grijs petje
- Stofjas met kleine afbeelding van een duif

## Trivia
- Op 26 juli 2010 overleed de acteur op 56-jarige leeftijd. Zijn personage verdween bijgevolg naar de achtergrond.